# Decimering
Decimering (deci = en tiondel), en bestraffningsform som tillämpades inom vissa arméer om de exempelvis visat feghet i strid. Även om det kan ha förekommit innan är begreppet mest kopplat med den romerska armén, där man valde ut var tionde man, och de andra fick därefter order att slå ihjäl honom. På detta sätt blev alla straffade, då banden var starka mellan soldaterna i den romerska armén.
Decimering sägs ha tillämpats av arméer även efter romarna, exempelvis skall den Italienska armén utdömt detta straff så sent som under det Första världskriget efter slagen vid Isonzo.